# 변인자
변인자(1957년 ~ 2024년 4월 7일)는 대한민국의 교수이다.

## 경력
- 용인문화원 부설 규방문화연구소 소장
- 용인문화원 이사

## 수상
- 2019 제29회 문화부문 용인시 문화상

### 저서
- 브랜드 코리아(대한민국 문화의 재발견)

### 전시회
- 2010 전시회느린 손바느질 이야기전
- 2009 전시회복보자기전